# アムピマコス
アムピマコス（古希: Ἀμφίμαχος, Amphimachos）は、ギリシア神話の人物である。アンピマコスとも表記される。主に、
- エーレクトリュオーンの子
- クテアトスの子
- ノミーオーンの子
- プリアモスの子
- ポリュクセイノスの子

が知られている。以下に説明する。

## エーレクトリュオーンの子
このアムピマコスは、ミュケーナイの王エーレクトリュオーンとアナクソーの子で、ゴルゴポノス、ピューロノモス、ケライネウス、リューシノモス、ケイリマコス、アナクトール、アルケラーオス、アルクメーネーと兄弟。またリキュムニオスと異母兄弟。メーストールの領地を要求するプテレラーオスの子供たちと戦い、討ち死にした。

## クテアトスの子
このアムピマコスは、エーリス地方の双子の英雄モリオネのクテアトスと、オーレノス王デクサメノスの娘テーロニケーの子である。同じくモリオネのエウリュトスの子タルピオスとともに、スパルタの王女ヘレネーに求婚したのち、タルピオス、ポリュクセイノス、ディオーレースとともにエーリス地方の軍勢40隻を率いてトロイア戦争に参加した。アポロドーロスによると仲間の武将とともにエーリス地方の軍勢40隻、ヒュギーヌスによると10隻を率いたとしている。
トロイア戦争では、トロイアー軍がギリシア軍の防壁を破って侵入した際に、戦闘に加わるべく駆けつけたところをヘクトールに討たれた。ヘクトールはアムピマコスの頭から兜を剥ぎ取ろうとしたが、大アイアースの攻撃で後退し、その隙にアテーナイの武将スティキオスとメネステウスが遺体をギリシア勢の中に運び込んだ。さらにその直前に討たれたトロイアーの武将イムブリオスの遺体は大アイアースと小アイアースが運び去り、アムピマコスが討たれた腹いせにと小アイアースはイムブリオスの首を斬り落してヘクトールの足元に投げた。プリュギアのダレースによると、パトロクロス戦死後の戦闘でニーレウスとともにアイネイアースに討たれた。

## ノミーオーンの子
このアムピマコスは、カーリア地方の王ノミーオーンの子で、ナステースと兄弟。ナステースとともにカーリア地方の軍勢を率いてトロイアーを救援した。その際、アムピマコスは年若い娘のように黄金の装飾品を身に着けて戦ったが、敵の攻撃を防ぐ助けにはならず、スカマンドロス川での戦いでアキレウスに討たれた。クレータのディクテュスによると、パリスとデーイポボスの策略によって殺されたアキレウスの遺体を小アイアースとステネロスが運び去った際に、デュマースの子アシオス、兄弟のナステースとともに小アイアースによって討たれた。

## プリアモスの子
このアムピマコスは、トロイアーの王プリアモスの子の1人である。プリュギアのダレースによると、トロイアーの援軍を率いたメムノーン、ペンテシレイアが討たれたのち、トロイアー人は今後の方針を議論した。このときアンテーノール、アイネイアース、ポリュダマースが和平論を展開したのに対して、アムピマコスはあくまでも戦争の継続を主張した。プリアモスもまたアムピマコスと同じ考えであり、戦争継続を決定したのち議会を解散した。その後、アムピマコスはプリアモスとともに王宮に戻ったが、そこでプリアモスから和平論者を殺さなければならないと告げられた。さらに和平論者を食事に招待し、その席で彼らを殺すという策略の実行を任され、アムピマコスもこれを引き受けた。しかし同日、アンテーノール、ポリュダマース、ウーカレゴーン、ドローンらは密会して裏切りを画策した。彼らはプリアモスに招かれるよりも早くポリュダマースをギリシア陣営に派遣して、ギリシアの軍勢をイーリオス城内に侵入させる手引きをし、戦争を終結させた。

## ポリュクセイノスの子
このアムピマコスは、エーリス地方の王の1人ポリュクセイノスの子で、ディーオスの父。パウサニアースによると、ポリュクセイノスはトロイア戦争から無事に帰還し、アムピマコスをもうけた。息子の名前はトロイア戦争でともに戦ったエーリスの武将アムピマコスの名前にちなんで名づけた。

## その他の人物
- 木馬作戦に参加したギリシアの武将[25]。
- ペーネロペーの求婚者の1人。ドゥーリキオンの出身[26]。
- ペーネロペーの求婚者の1人。イタケー島の出身[27]。